# 贾恩卡洛·斯坦顿
賈恩卡洛·克魯茲·麥可·斯坦頓（英語：Giancarlo Cruz Michael Stanton，1989年11月8日—），美國職棒大聯盟球員，職司外野，現效力於紐約洋基隊。
斯坦頓初登場的2010年兩年期間、登錄的姓名為邁克·斯坦頓（Mike Stanton）。

## 早年
父親是愛爾蘭裔美國人、母親是非裔美国人和波多黎各人的混血兒。他被命名為義大利名字。父母說：只是喜歡這個名字，沒有特別的深層意義。成長於圖洪加（Tujunga）地區，童年最喜愛的棒球選手為洛杉矶道奇的勞爾·孟德希。父母會帶斯坦頓參觀道奇體育場。
在加州當地圣费尔南多谷的Verdugo Hills高中度過了兩年，後轉至巴黎聖母院高中。斯坦頓有棒球、美式足球和篮球三項運動競技優越的才能。2006年到2007年期間，在美式足球的秋季賽季擔任防守後衛兼外接球手，球隊獲得11勝1負的優秀成績，冬季在籃球比賽平均每場19.7分跟13.2個籃板的成績。春季在棒球留下了打擊率.386以及8支本壘打的成績。
畢業的時候，斯坦頓面臨職業選擇。南加州大学提供了棒球和美式足球的獎學金，尤其南加州大学更是被稱為美國最好的足球強校。主教練皮特·卡羅爾和斯坦頓見面試圖說服他。另一方面，在六月初美國職棒大聯盟選秀會中，佛羅里達馬林魚隊在第二輪（整體76位）選走了斯坦頓。斯坦頓在八月初與馬林魚簽訂合約，選擇成為一名職業棒球運動員。

## 職業生涯

### 佛羅里達／邁阿密馬林魚
2016年，斯坦頓參加美國職棒大聯盟全壘打大賽，以初賽對決羅賓森·坎諾24支、複賽對決馬克·川柏17支、決賽對決去年全壘打王陶德·弗雷澤20支全壘打，總計61支全壘打獲得此次比賽冠軍。
2017年，斯坦頓於8月29號擊出單月第18發全壘打，追平1937年Rudy York所保持的八月份最多全壘打紀錄。季末，他共有59支全壘打、132分打點，以及2成81打擊率的成績，擊球初速和純長打率都是大聯盟首位。11月16日，以些微差距擊敗紅人隊喬伊·沃托，獲得國家聯盟最有價值球員獎。

### 紐約洋基
2017年球季結束後，馬林魚新任老闆德瑞克·基特為了節省團隊薪資而與洋基隊達成了斯坦頓交易案，交易案中洋基共送出3名球員，並將在未來十年負擔斯坦頓2.65億美元的薪資。馬林魚則換來內野手卡斯楚和兩名農場新秀。斯坦顿是史上第二位打出單季50轟成績之後，隨即遭到交易的球員，此外也是少有的得到最有價值球員獎之後，轉隊打球的球員。
2018年球季的開幕戰，洋基隊在客場面對多倫多藍鳥，立刻繳出雙響砲的演出，包括首局首打席的全壘打。5月15日，達成個人生涯千安。8月30日，他在第三局下面對老虎隊投手弗朗西斯科·利瑞安諾，打出個人生涯第300轟，是史上第五快，也是第147位達標的球員。他在2018年球季出賽158場，共有2成66打擊率、38支全壘打、34支二壘安打，以及100分打點。不過他一共被三振211次，是洋基隊史單季新高。在擊球初速方面（121.7英里），斯坦頓連續第四年領先全大聯盟。洋基隊在美聯外卡賽對陣奧克蘭運動家，斯坦頓面對頂級終結者布萊克·崔南打出了生涯首發季後賽全壘打，幫助洋基晉級。
2019年斯坦頓從傷兵身分出發，直到6月20日復出，6月27日又重回傷兵名單，因此錯過了倫敦基襪大戰。8月11日，轉至60天傷兵名單，未再出賽。
2020年的大聯盟球季受到COVID-19疫情影響而縮減，斯坦頓在7月23日的全壘打是當年度大聯盟的首轟，苦主則是國民隊名投麥斯·薛澤。在美聯分區賽對陣坦帕灣光芒的系列當中，斯坦頓個人的演出亮眼，包括10月5日首戰第九局的滿貫全壘打，不過洋基隊仍然遭到淘汰。
2021年7月30日，斯坦頓重返外野防區，事實上他從2018年開始就逐漸以指定打擊的身分上場，2019年的完整賽季更只有13場的外野防守紀錄。總計來看他在這年的演出有所反彈，有2成73打擊率、3成54上壘率和5成16長打率，包括35支全壘打、97分打點。
2022年6月17日，擊出個人第361轟，追平洋基名宿乔·迪马乔的生涯紀錄。這年，他第五度入選明星賽，也是首次以洋基球員身分獲選。7月8日明星賽當天，斯坦頓在第四局開轟，賽後獲選單場最有價值球員。
2023年7月15日，達成生涯千分打點。9月5日，斯坦頓再次面對底特律老虎隊，從何塞·西斯內羅手中打出生涯第400轟。他以1,520場次達標這一門檻，史上第四。不過他在這一年留下生涯最差的單季成績，包括1成91打擊率、2成75上壘率、4成20長打率，以及攻擊指數6成95，都是個人新低。
2024年，他開始使用「魚雷球棒」進行打擊，擊球均速（81.2英里）仍然領先群雄。6月4日，斯坦頓擊出洋基生涯的第150轟。然而他在對陣勇士隊的賽事遇傷，之後進入傷兵名單約有四週之久。總體來看，2024年球季的演出有所反彈，結算為2成33打擊率、2成98上壘率、4成76長打率，攻擊指數回升到7成74，有27轟、72分打點。
季後賽最佳表現

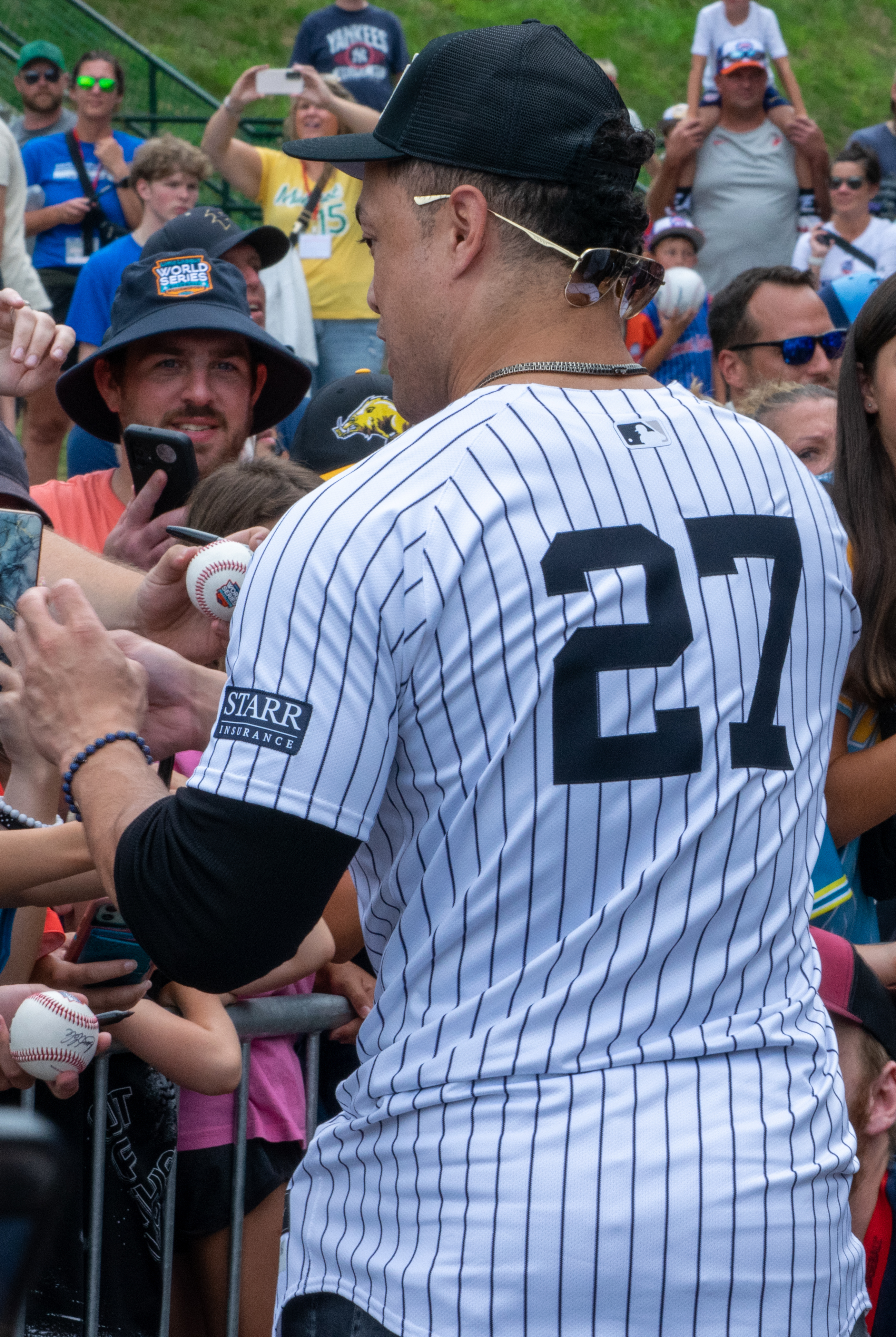
2024年的斯坦頓

2024年，紐約洋基隊以94勝的成績列於美東首位。在分區賽輕取中區的皇家隊之後，遭遇了實力強勁的守護者隊。斯坦頓在這輪系列賽繳出個人球涯最亮眼的短期賽事表現，期間他的攻擊指數為1.222，有4支全壘打，亦是毫無懸念的聯盟冠軍賽最有價值球員。2024年世界大赛，斯坦頓對道奇隊再追加2支全壘打，但洋基隊在系列賽僅有1勝，無緣冠軍。總計他在2024年季後賽打出7支全壘打，排名歷史第三，此外生涯累積18支季後賽全壘打，在洋基隊史亦排名第三。斯坦頓是大聯盟史上第二位曾獲得聯盟最有價值球員、聯盟冠軍賽最有價值球員，以及明星賽最有價值球員的選手。而斯坦頓在2024年季後賽的爆炸性演出，堪稱是洋基隊輝煌而漫長的歷史上至為出眾的一頁。
2025年，斯坦頓再次從傷兵名單開始球季，6月16日復出。

## 技術特點

### 打撃

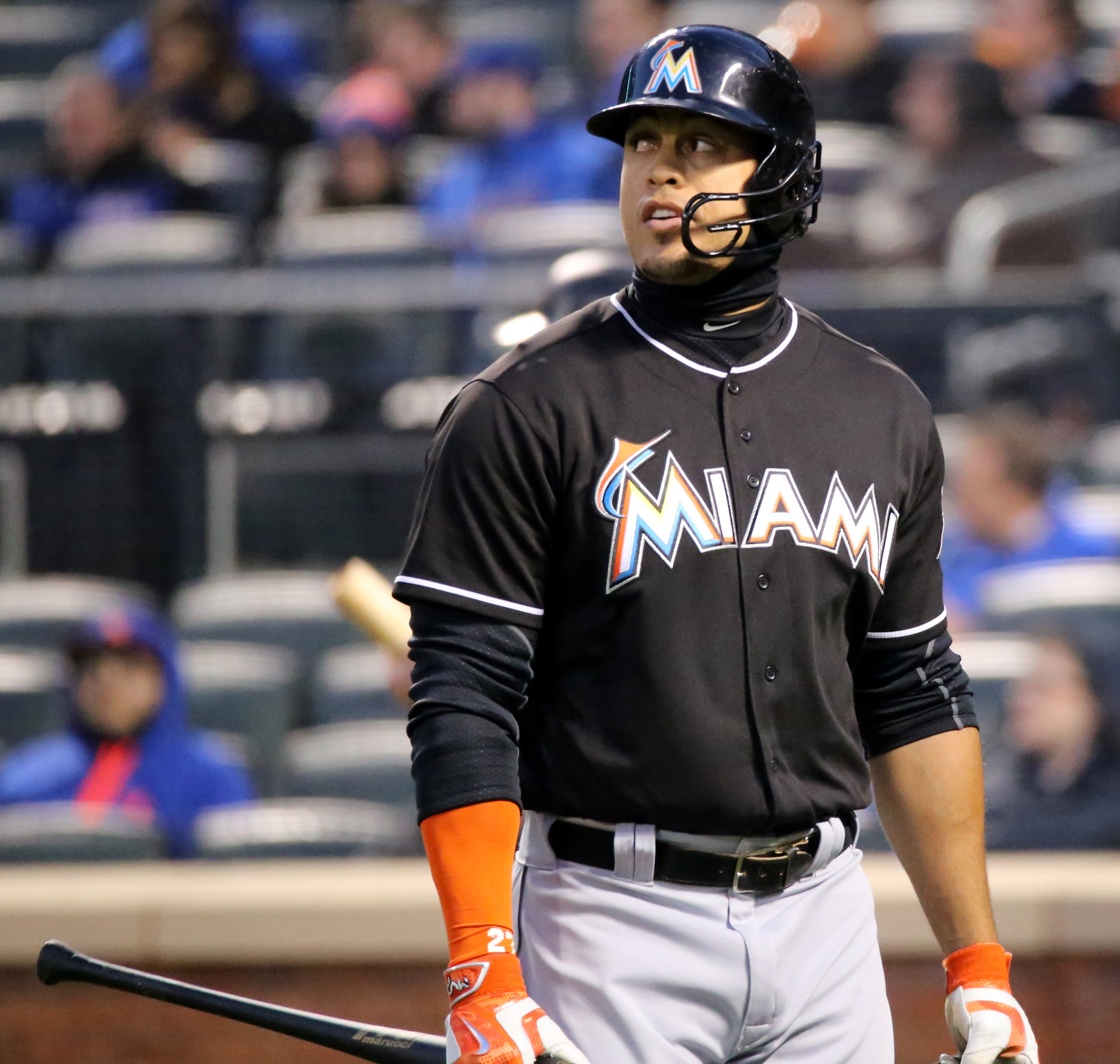
斯坦顿戴著特製的打擊頭盔

擁有強勁的Power，MLB著名的大砲型選手，綽號為「怪力男」。
2015年以后的最高擊球速度123.9mph（約199km/h），平均擊球速度為97mph（約156km/h），也是MLB最快速度的打擊。擁有把失投球擊出場外的實力。
2014年9月被觸身球直擊臉部，2015年球季開始戴特製的打擊頭盔加裝擋板。

### 守備
擁有強勁的臂力，守備範圍也在平均以上的水準。

## 生涯成績
- 粗黑體字為該年度最佳或最高成績
- 粗紅體字為聯盟史上最佳或最高成績

|      |           |           |           |       |       |       |     |       |     |    |     |       |       |     |       |       |       | 攻擊指數 |
| ---- | --------- | --------- | --------- | ----- | ----- | ----- | --- | ----- | --- | -- | --- | ----- | ----- | --- | ----- | ----- | ----- | -------- |
| 2010 | NL        | FLA       | 27        | 100   | 359   | 93    | 22  | 59    | 45  | 5  | 34  | 123   | 182   | 7   | 0.259 | 0.326 | 0.507 | 0.833    |
| 2011 | NL        | FLA       | 27        | 150   | 516   | 135   | 34  | 87    | 79  | 5  | 70  | 166   | 277   | 11  | 0.262 | 0.356 | 0.537 | 0.893    |
| 2012 | NL        | MIA       | 27        | 123   | 449   | 130   | 37  | 86    | 75  | 6  | 46  | 143   | 273   | 5   | 0.290 | 0.361 | 0.608 | 0.969    |
| 2013 | NL        | MIA       | 27        | 116   | 425   | 106   | 24  | 62    | 62  | 1  | 74  | 140   | 204   | 10  | 0.249 | 0.365 | 0.480 | 0.845    |
| 2014 | NL        | MIA       | 27        | 145   | 539   | 155   | 37  | 105   | 89  | 13 | 94  | 170   | 299   | 16  | 0.288 | 0.395 | 0.555 | 0.950    |
| 2015 | NL        | MIA       | 27        | 74    | 279   | 74    | 27  | 67    | 47  | 4  | 34  | 95    | 169   | 5   | 0.265 | 0.346 | 0.606 | 0.952    |
| 2016 | NL        | MIA       | 27        | 119   | 413   | 99    | 27  | 74    | 56  | 0  | 50  | 140   | 202   | 6   | 0.240 | 0.326 | 0.489 | 0.815    |
| 2017 | NL        | MIA       | 27        | 159   | 597   | 168   | 59  | 132   | 123 | 2  | 85  | 163   | 377   | 13  | 0.281 | 0.376 | 0.631 | 1.007    |
| 2018 | AL        | NYY       | 27        | 158   | 617   | 164   | 38  | 100   | 102 | 5  | 70  | 211   | 314   | 17  | 0.266 | 0.343 | 0.509 | 0.852    |
| 2019 | AL        | NYY       | 27        | 18    | 59    | 17    | 3   | 13    | 8   | 0  | 12  | 24    | 29    | 1   | 0.288 | 0.403 | 0.492 | 0.895    |
| 2020 | AL        | NYY       | 27        | 23    | 76    | 19    | 4   | 11    | 12  | 1  | 15  | 27    | 38    | 4   | 0.250 | 0.387 | 0.500 | 0.887    |
| 2021 | AL        | NYY       | 27        | 139   | 510   | 139   | 35  | 97    | 64  | 0  | 63  | 157   | 263   | 22  | 0.273 | 0.354 | 0.516 | 0.870    |
| 2022 | AL        | NYY       | 27        | 110   | 398   | 84    | 31  | 78    | 53  | 0  | 50  | 137   | 184   | 8   | 0.211 | 0.297 | 0.462 | 0.759    |
| 2023 | AL        | NYY       | 27        | 101   | 371   | 71    | 24  | 60    | 43  | 0  | 41  | 124   | 156   | 11  | 0.191 | 0.275 | 0.420 | 0.695    |
| 2024 | AL        | NYY       | 27        | 114   | 417   | 97    | 27  | 72    | 49  | 0  | 38  | 143   | 198   | 17  | 0.233 | 0.298 | 0.475 | 0.773    |
| 合計 | MLB：15年 | MLB：15年 | MLB：15年 | 1,649 | 6,025 | 1,551 | 429 | 1,103 | 907 | 42 | 776 | 1,963 | 3,165 | 153 | 0.257 | 0.345 | 0.525 | 0.871    |

- 各年度的粗字為聯盟最高

## 軼事
- 2015年1月，擔任環球小姐評審員[36]。

## 外部連結
- 球員資訊和成績在MLB ，ESPN ，Retrosheet ，Baseball Reference ，Baseball Reference (Minors) ，Fangraphs ，The Baseball Cube （英文）
- Giancarlo Stanton的Instagram帳戶
- Giancarlo Stanton的X（前Twitter）